# Metrópolis (Acarnania)
Metrópolis o Matrópolis fue una ciudad del interior de Acarnania situada al sur de Estrato, en el camino desde esa ciudad a Conope en Etolia. Corresponde a la moderna Lygovitzi.
En el siglo III a. C. cayó en manos de la Liga Etolia, pero Filipo V de Macedonia la incendió en su campaña contra los etolios el 219 a. C.. Se la menciona como una ciudad de Acarnania en una inscripción encontrada en Actium.